# Keep Your Hands Off Eizouken!
Keep Your Hands Off Eizouken! (яп. 映像研には手を出すな！ Эйдзо:кэн ни ва тэ о дасу на!) — манга, написанная и проиллюстрированная Сумито Оварой. Публикуется в сэйнэн манга-журнале Monthly Big Comic Spirits (яп. 月刊!スピリッツ) издательства Shogakukan с 2016 года и по состоянию на июль 2022 года была собрана в семи томах-танкобонах.
Аниме-адаптация студии Science SARU транслировалась с января по март 2020 года. Игровой телесериал транслировался с апреля по май 2020 года, а премьера фильма состоялась в сентябре того же года.

## Сюжет
Ученица первого класса старшей школы Мидори Асакуса обожает аниме и настаивает на том, что главное в анимации — идея. С детства она зарисовывала постоянно приходящие ей в голову сюжеты и сеттинги в альбомы, но так и не начала снимать аниме, считая, что в одиночку этим не занимаются. Талант Асакусы подмечает предприимчивая Саяка Канамори, которая начинает с ней общаться. При переходе в старшую школу они узнают, что их новая одноклассница, модель Цубамэ Мидзусаки, хочет стать аниматором, и решают создать в школе аниме-клуб, в котором Асакуса занимает роль режиссёра и сценариста, Канамори — продюсера, а Мидзусаки — художника-аниматора.

## Персонажи

### Киноклуб
Клуб, основанный, чтобы создавать и продвигать аниме Асакусы и её подругам. В старшей школе «Сибама» аниме-клуб уже существовал, но Канамори основала новый и назвала его «киноклуб», что учителя одобрили. Клуб был создан из-за запрета родителей Мидзусаки вступать в аниме-клуб.
Мидори Асакуса (яп. 浅草 みどり Асакуса Мидори) — первоклассница старшей школы «Сибама», любит аниме. Она любопытна и обладает развитым воображением, но имеет проблемы с общением. Убеждена, что в аниме главенствует идея. Хранит альбомы с зарисовками, вдохновлёнными её повседневной жизнью. Её цель — изведать свой собственный «громадный мир».
Сэйю: Сайри Ито, актриса: Асука Сайто
Саяка Канамори (яп. 金森 さやか Канамори Саяка) — высокая, длинноногая и веснушчатая одноклассница Мидори. Несмотря на то, что у неё нет ни интереса к аниме, ни знаний о нём, она признаёт талант Мидори и часто общается с ней. Озабочена идеей заработка денег. С момента вступления в киноклуб она была единственной реалисткой, и заняла роль продюсера. Искусна в переговорах со школьным советом. Хотя она ценит способности Асакусы и Мидзусаки, Канамори нередко попадает в неприятности из-за этих двух творчески мыслящих личностей.
Сэйю: Муцуми Тамура, актриса: Минами Умэдзава
Цубамэ Мидзусаки (яп. 水崎 ツバメ Мидзусаки Цубамэ) — одноклассница Мидори, которая является харизматичной моделью-любительницей, пользующейся популярностью в школе. От неё ожидают, чтобы она стала актрисой в будущем, так как оба её родителя — актёры, но на самом деле она хотела бы стать аниматором, а к рисованию движений имеет явный талант. Когда родители запретили Цубамэ вступать в аниме-клуб, она вступила в киноклуб и начала создавать аниме вместе с Мидори и Саякой. Она выросла в богатой семье, поэтому относится к деньгам иначе, нежели её товарки.
Сэйю: Мисато Мацуока, актриса: Мидзуки Ямасита
Фудзимото (яп. 藤本) — куратор киноклуба. Из-за усов каждая из членов клуба видит в нём свою историческую личность. Редко занимается клубом, предоставляя участницам свободу действий. В свободное время любит играть в видеоигры.
Сэйю: Кадзухико Иноуэ, актёр: Масахиро Такасима

### Аудиоклуб
Домэки Паркер (яп. 百目鬼・パーカー До:мэки Па:ка:) — единственный член аудиоклуба, вступившая в него из-за огромной базы аудиофайлов, хранившейся в его помещении. Вынуждена закрыть кружок из-за нехватки участников, но ей удаётся сохранить архив звуков благодаря киноклубу, из-за чего берёт на себя роль звукооператора и аудиоконсультанта в обмен на новое помещение для архива.
Сэйю: Юмири Харамори, актриса: Хиёри Сакурада

### Школьный совет
Тору Дотомбори (яп. 道頓堀 透 До:томбори То:ру) — председатель школьного совета.
Сэйю: Миюки Кавасё, актриса: Сакурако Кониси:
Сованде Сакаки (яп. さかき・ソワンデ Сакаки Совандэ) — секретарь школьного совета. В отличие от меркантильной председательницы, лучше вникает в суть вещей. Обладает большим влиянием. По всей видимости, поддерживает киноклуб и часто продвигает его деятельность.
Сэйю: Микако Комацу, актриса: Эма Грейс
Кю Адзима (яп. 阿島 九 Адзима Кю:) — серый кардинал школьного совета.
Сэйю: Хироко Кисо, актриса: Рико Фукумото
Сюнъя О (яп. 王 俊也 О: Сюнъя) — казначей школьного совета. Парень с выбритой головой, кажется довольно мягким в общении.
Актёр: Рё Мацудзаки

### Клуб роботов
Оно (яп. 小野)
Сэйю: Юки Оно, актёр: Мидзуки Итагаки
Кобаяси (яп. 小林)
Сэйю: Юсукэ Кобаяси, актёр: Эйдзи Акасо
Гото (яп. 後藤 Гото:)
Сэйю: Рюноскэ Ватануки
Сэки (яп. 関)
Сэйю: Сиори Идзава

## Медиа

### Манга
Манга «Руки прочь от киноклуба!» написана и проиллюстрирована Сумито Оварой. Она начала выпускаться в аниме-журнале Monthly Big Comic Spirits издательства Shogakukan 27 июля 2016 года. Shogakukan выпускает главы манги в томах-танкобонах. Первый том был опубликован 12 января 2017 года. По состоянию на 12 июля 2022 года, было выпущено 7 томов.
В марте 2020 года Dark Horse Comics анонсировали приобретение манги для публикации на английском языке. Изначально первый том должен был выйти 6 октября 2020 года, но издание было перенесено на 4 ноября.

### Аниме
Аниме-адаптация была анонсирована 7 мая 2019 года. Сериалом, спродюсированным Shogakukan, Warner Bros. Japan и Science SARU, руководил Масааки Юаса, он же занимался составлением серий. Юитиро Кидо написал сценарий, Наоюки Асано создал дизайн персонажей, а Орутаити сочинил музыку. Сериал транслировался с 5 января по 22 марта 2020 года на канале NHK General TV. Было выпущено 12 серий. Рэп-дуо Chelmico исполнило открывающую тему сериала «Easy Breezy», в то время как группа Kami-sama, Boku wa Kizuite Shimatta (яп. 神様、僕は気づいてしまった «Господи, меня озарило») исполнила закрывающую тему сериала «A Blue That Has No Name» (яп. 名前のない青 Намаэ но най ао, «Безымянная синева»). Популярность сериала поспособствовала повторной трансляции на канале NHK Educational TV в Японии.
Crunchyroll транслировал сериал по всему миру, кроме Азии. 18 мая 2021 года Sentai Filmworks анонсировала приобретение прав на издание сериала на Blu-ray.

### Фильм
Лайв-экшн фильм был анонсирован на 15 октября 2019 года. Режиссурой занимался Цутому Ханабуса, а на главных ролях были задействованы члены айдол-группы Nogizaka46 Минами Умэдзава, Аска Сайто и Мидзуки Ямасита в ролях Саяки Канамори, Мидори Асакусы и Цубамэ Мидзусаки соответственно. Изначально планировалось выпустить фильм в Японии 15 мая 2020 года, но премьера была перенесена на 25 сентября 2020 года в связи с пандемией COVID-19.

### Сериал
17 февраля был анонсирован шестисерийный сериал по фильму с таким же актёрским составом и персоналом. Премьера сериала состоялась 5 апреля 2020 года на канале MBS.

## Реакция

### Манга
После экранизации аниме-адаптации в январе 2020 тираж манги превысил 500 000 копий.
Манга была номинирована на ежегодную премию Манга тайсё в 2018 году и выиграла главный приз на десятом награждении Bros Comic Award в 2017 году. Манга заняла 15-е место вместе с Dr. Stone в списке лучшей манги 2018 году для мужской аудитории, составленном Kono Manga ga Sugoi!. The School Library Journal внесла первый том Keep Your Hands Off Eizoken! в свой топ-10 лучшей манги 2021 года.

### Аниме
Сериал получил широкое признание критиками. С момента премьеры в Японии он выиграл одну из четырёх ежемесячных наград Galaxy Awards в марте, став одним из кандидатов ежегодной премии Galaxy Awards. После окончания сериала Keep Your Hands Off Eizouken! получил множество восторженных отзывов как о лучшем аниме-сериале сезона, так и года. The New York Times включила его в свои списки «Лучшие телешоу-2020» и «Лучшие международные телешоу-2020», а The New Yorker посчитал сериал одним из лучших телешоу 2020 года. Певец Элвис Костелло назвал сериал своим личным фаворитом, опубликовав об этом статью в The Guardian. Сериал получил 10 номинаций на Crunchyroll Anime Awards 2021 и победил в номинациях «Режиссёр года» и «Лучшая анимация». В 2021 году на Anime Awards Brazil, — мероприятии, организованном в сотрудничестве с Бразильским сайтом Omelete, — сериал был номинирован на 9 категорий и выиграл 7 из них, включая «Аниме года», «Лучший режиссёр», «Лучший сценарист» и «Лучшая анимация». Keep Your Hands Off Eizouken! был также номинирован на 8 премий (в семи категориях) на Anime Trending Awards 2021. Сериал был награждён главным призом за анимационный телесериал в 2021 на Tokyo Anime Awards Festival и выиграл главный приз на 24-м Japan Media Arts Festival в разделе анимации.

### Лайв-экшн адаптация
Лайв-экшн адаптация выиграла в номинации «Лучшие визуальные эффекты в игровом кино» на премии CGWorld Awards в 2020 году. Студия Buckhorn, которая работала над эффектами, также выиграла главный приз.